# Guldgränd

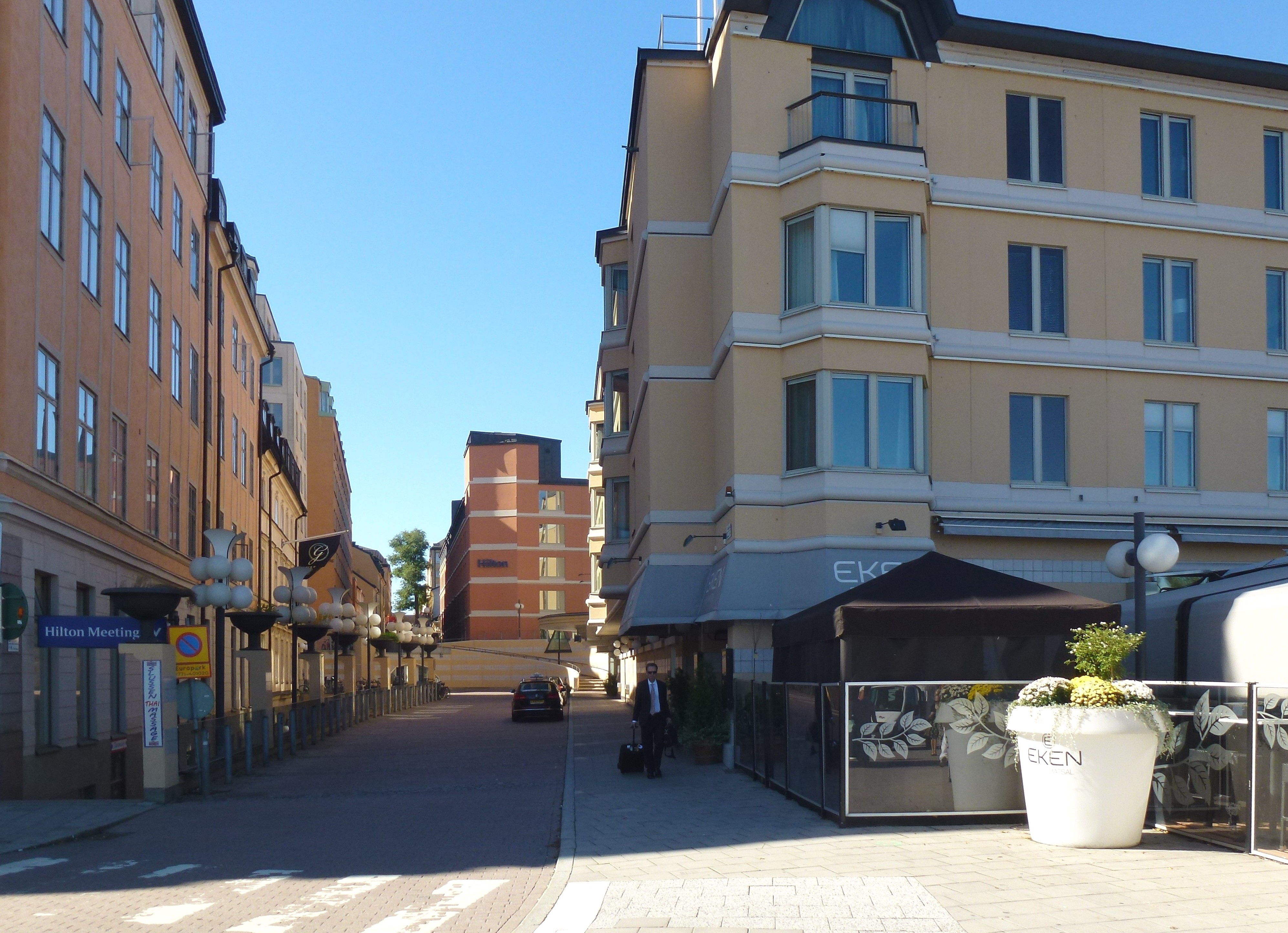
Vy från Södermalmstorg mot väst, till höger syns Hilton Slussen.

Guldgränd är en gata på Södermalm i Stockholm. Den sträcker sig från Södermalmstorg mot väst och svänger mitt i kvarteret Överkikaren i nittio graders vinkel mot syd för att ansluta till Hornsgatan. 
Guldfjärdsterrassen är en gågata mellan Guldgränd och Brännkyrkagatan. Från Brännkyrkagatan når man terrassen enbart via trappor respektive hiss. Gatan och terrassen fick sin nuvarande utformning och sina nuvarande namn 1985.

## Historik

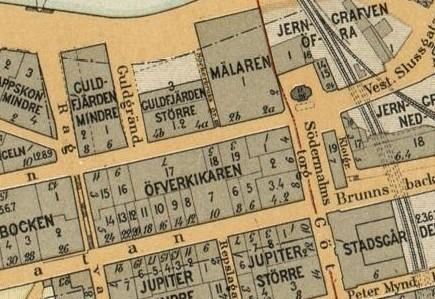
Guldgränd på Bentzers karta, 1899.

Guldgränd var tidigare känd som Gull Gränden (1815) och låg då mellan kvarteren Guldfjärden Mindre och Guldfjärden Större och sträckte sig från Söder Mälarstrand till Brännkyrkagatan. Förledet Guld härrör från Guldfjärden som var ett äldre namn för Riddarfjärden. Denna numer rena fjärd var en gång i tiden en av Stockholms kloaker och kallades även Lortfjärden. Att beteckna detta smutsiga vattendrag för Guldfjärden kan ses som ett ironiskt utslag av folkhumorn. På Petrus Tillæus' karta från 1733 återfinns kvartersnamnet "Guld fiärden" för första gången.
På kartografen Alfred Bentzers karta över Stockholm från 1899 syns Guldgränden samt kvartersnamnen Guldfjärden Mindre, Guldfjärden Större, Mälaren och Öfverkikaren. Genom kvarteren löpte Brännkyrkagatan i öst-västlig riktning, och gick ända fram till Södermalmstorg.

## När gatan försvann och återkom
I och med Södergatans framdragning på 1950-talet till Centralbron försvann all bebyggelse norr om Hornsgatan, likaså Guldgränden och delar av Brännkyrkagatan öster om Pustegränd. Genom ny överbryggande bebyggelse som kom till på 1980-talet med bland annat byggnaden för Sveriges Kommuner och Landsting samt Hilton Stockholm Slussen läktes såret efter Södergatan när Söderledstunneln anlades. Samtidigt utgick kvarteren Guldfjärden och Mälaren som slogs ihop med Överkikaren. År 1985 fick Guldgränd åter igen en plats på Stockholms kartor. I hörnet Södermalmstorg/Guldgränd ligger Johan Skyttes hus från 1640-talet.

## Bilder

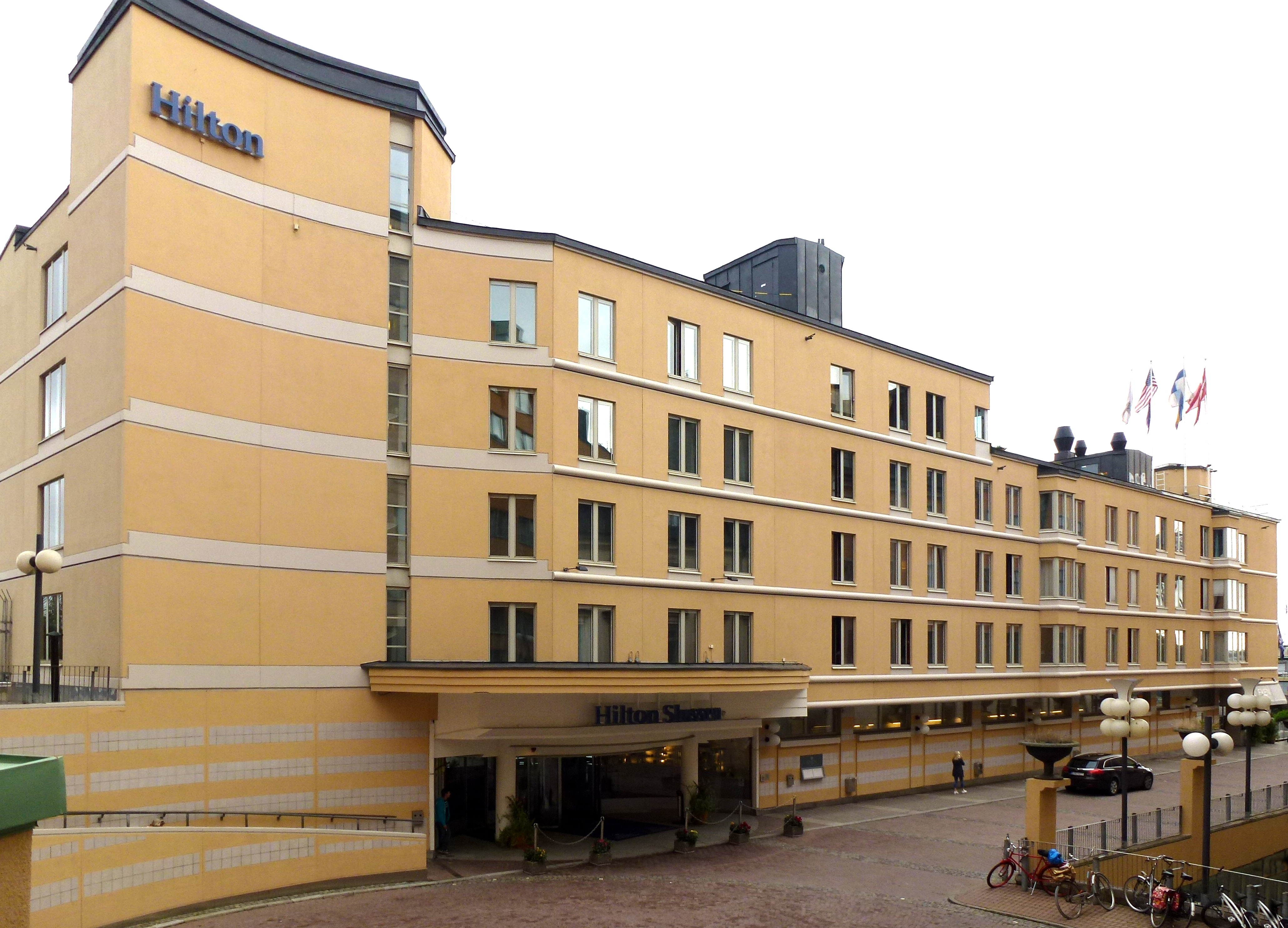
Guldgränd nr 8, Hilton Slussen
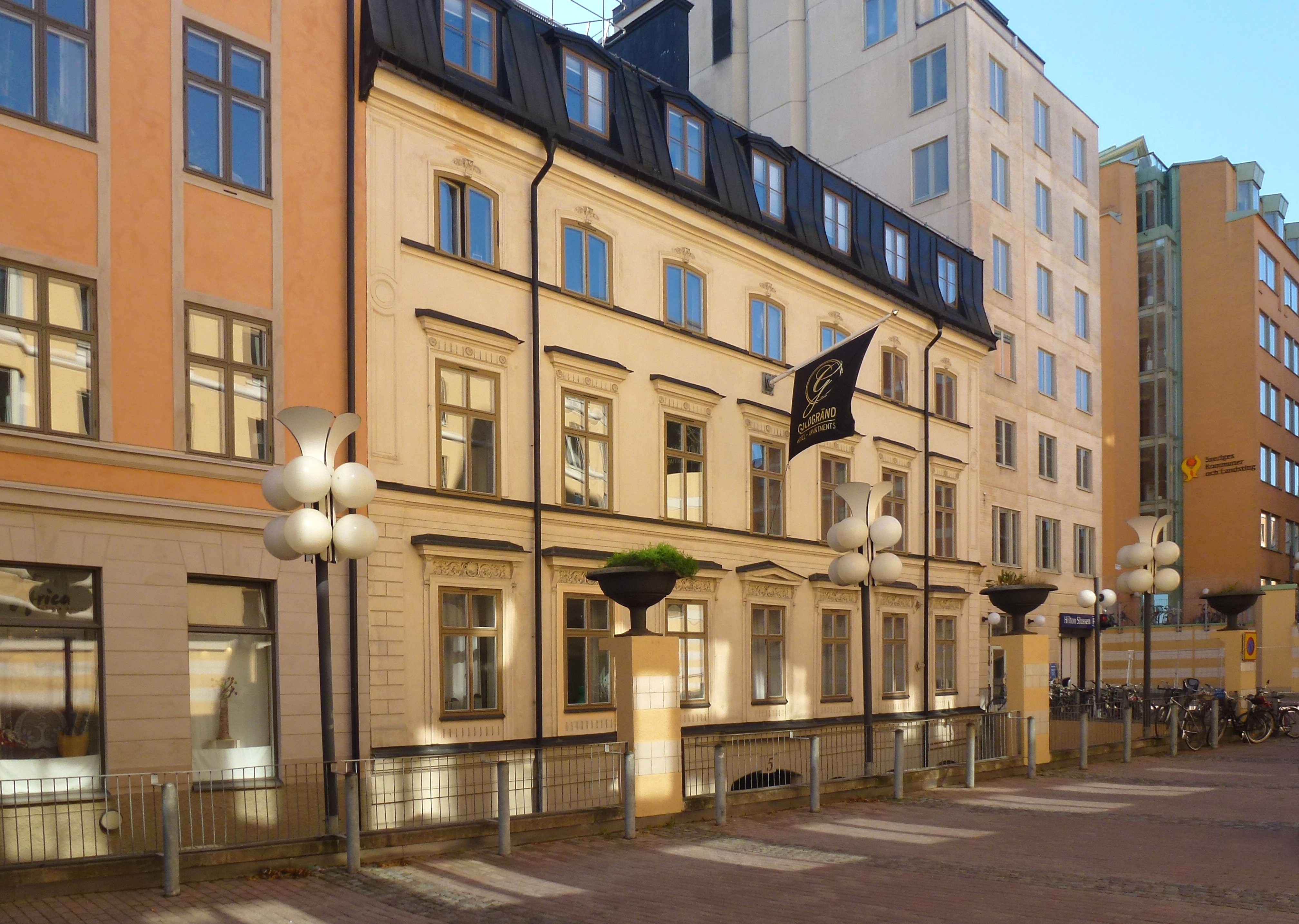
Guldgränd nr 5
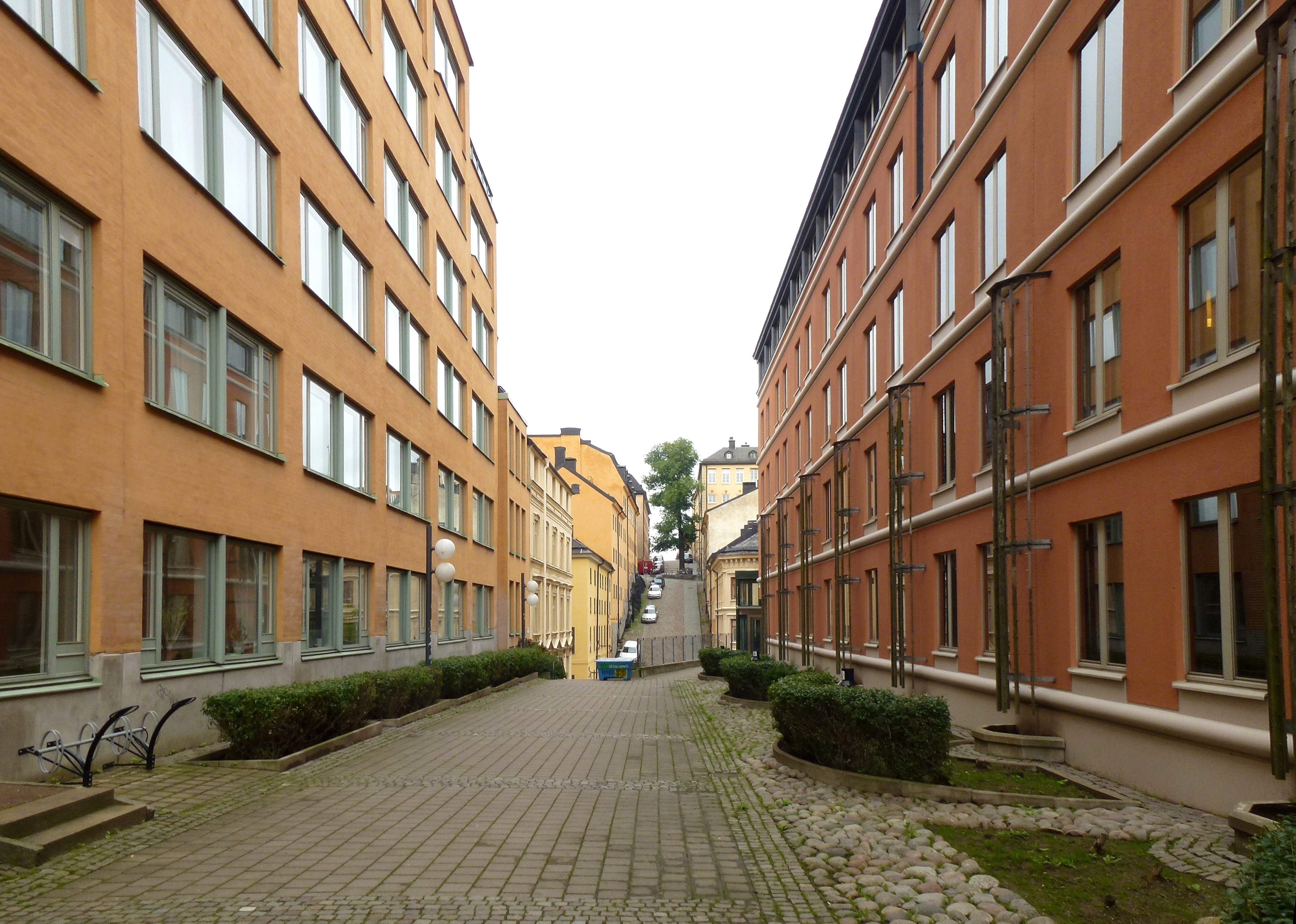
Guldfjärdsterrassen, vy mot väst, i bakgrunden syns Besvärsbacken
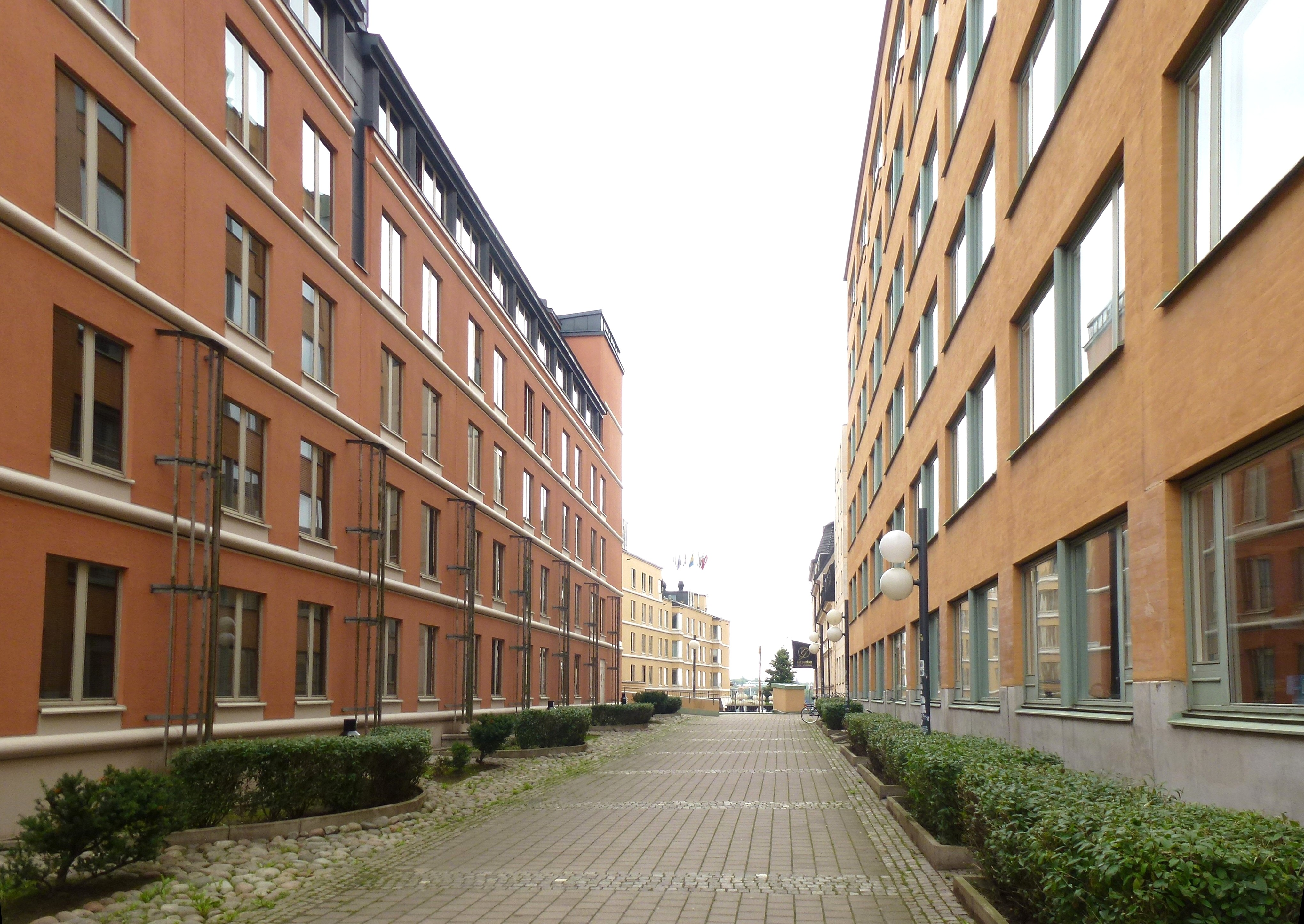
Guldfjärdsterrassen, vy mot ost